# الجل (العراق)
الجل منطقة عراقية في ناحية الشبكة في ناحية الشبكة بقضاء النجف غرب محافظة النجف بصحراء الحجرة بالبادية العراقية، بها آبار ضمن نطاق آبار الوديان، حتى سنة 1949 كان عددها أربع آبار عامرة (خرايج) غزيرة المياه ذات ملوحة، أسماؤهن العود والصميعة والدريهمية وأبو زوير، عقمهن بين 45 حتى 58 متراً، ومن السلمان طريق طوله 40 كيلومتراً يصل إلى مفرق الفرج، ثم يمضي الطريق من الفرج إلى الجل ثم يصل إلى عيدها، وبين الجل والسلمان 91 كيلومتراً، وبين الجل والشبرم طريق سهل طوله 21-27 كيلومتراً.

## وصلات خارجية
- موقع الجل في الخارطة العراقية اللوجستية العامة (Al Jill) Iraq:General Logistics Planning Map 2015